# جزیره ایرویز

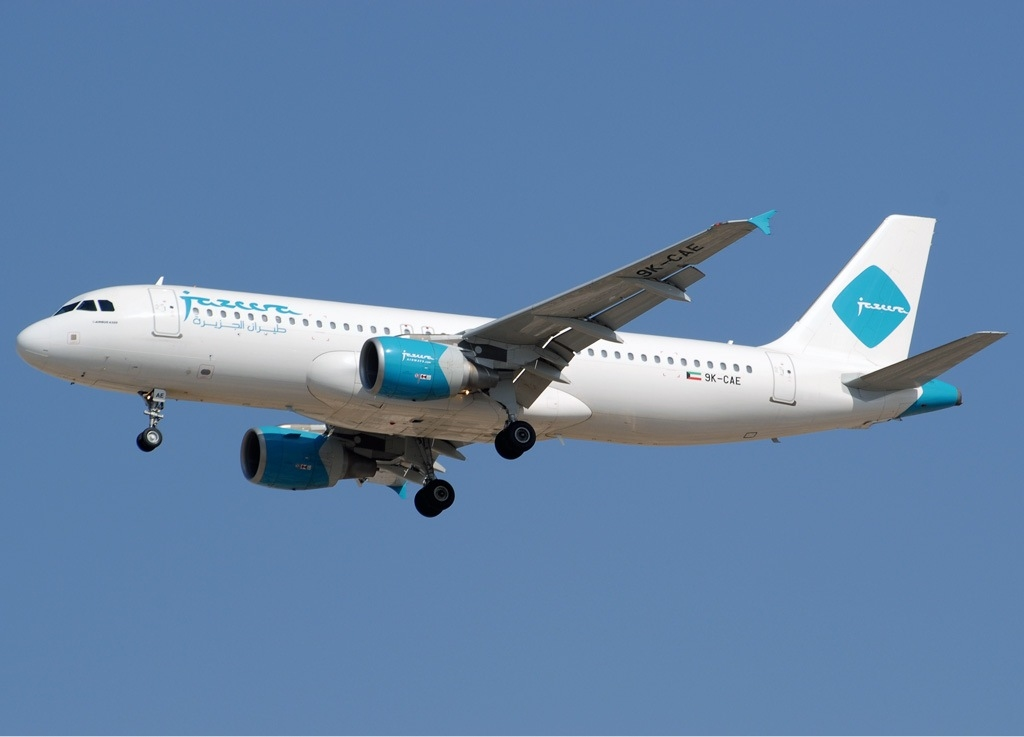
هواپیمای ایرباس ای۳۲۰ متعلق به جزیره ایرویز

جزیره ایرویز (به انگلیسی: Jazeera Airways) شرکت هواپیمایی ارزان‌قیمت کویتی است، که در سال ۲۰۰۵ با سرمایه‌ای معادل ۱۰ میلیون دینار کویت، تأسیس شد و در حال حاضر روزانه به ۱۹ مقصد پروازهای مستقیم دارد.
دفتر مرکزی شرکت جزیره ایرویز در شهر فروانیه، کویت قرار دارد و فرودگاه بین‌المللی کویت، قطب این شرکت هواپیمایی به‌شمار می‌آید. این شرکت در حال حاضر در ناوگان هوایی خود، دارای ۹ فروند هواپیمای جت مسافربری می‌باشد.